# F.A.M.E. (álbum)
F.A.M.E. (Abreviação de Forgiving All My Enemies ou Fans Are My Everything) é o quarto álbum de estúdio do cantor americano Chris Brown, lançado em 18 de Março de 2011 pela Jive Records. Brown trabalhou com uma variedade de produtores e escritores, tais como, Benny Benassi, DJ Frank E, McCall Kevin e Diplo, entre outros. Esse albúm também recebeu prêmio de melhor álbum de R&B no Grammy Awards de 2012.
O álbum foi trabalhado simultaneamente com a produção de três mixtapes que o anteciparam, In My Zone e In My Zone 2 e Fan of a Fan. A estética do álbum apresenta imagens de Grafite e pop-art multicoloridas , concebidas pelo próprio Brown, Courtney Walter e pelo artista contemporâneo americano Ron English . FAME mostra uma grande variedade de gêneros musicais incluindo R&B, pop, hip hop, dancehall, soft rock e Europop , enquanto o conteúdo lírico se concentra em encontrar positividade na vida. 
"Yeah 3x" foi lançado como o primeiro single do álbum em 25 de Outubro de 2010. Ele serviu como um single pop para o público mainstream, e ascendeu ao topo da parada de singles da Nova Zelândia. Ele também alcançou o top dez do Reino Unido, Irlanda e Austrália. O segundo "Look At Me Now" foi lançado como o hip-hop única para o público urbano em 1 de Fevereiro de 2011. Com vocais de rappers americanos de Lil Wayne e Busta Rhymes, o single que alcançou dentro do top quinze nos Estados Unidos. O Álbum já vendeu mais de 3.000.000 de cópias sendo 2.000.000 só nos Estados Unidos.
FAME estreou em primeiro lugar na Billboard 200 dos EUA , com vendas de 270 mil cópias na primeira semana. Foi o primeiro álbum de Brown número um nos Estados Unidos e seu quarto álbum consecutivo entre os dez primeiros.

## Antecedentes e desenvolvimento
O terceiro álbum de estúdio de Brown Graffiti foi lançado em dezembro de 2009 e foi considerado um fracasso comercial e de crítica em comparação com os trabalhos anteriores, devido ao lançamento em meio de polêmicas após seu escândalo de violência doméstica em 2009.  Em 2010, após o lançamento de Graffiti , Brown compôs e lançou três mixtapes gratuitas: In My Zone (Rhythm & Streets) , Fan of a Fan (uma mixtape colaborativa com o rapper Tyga), e In My Zone 2 , que contou com um novo estilo de composição, voltado para temas mais maduros, apresentando também um estilo musical diferente, que misturava R&B com hip hop. Para as mixtapes ele começou a trabalhar com novos produtores, mais notavelmente Kevin McCall.
Brown disse ao The Guardian em uma entrevista de 2013 que durante esse período ele estava passando por um “momento difícil” porque estava recebendo muitos julgamentos sobre sua vida privada. Ele disse que “sentiu o ódio de pessoas mais adultas, e [ele] não entendeu isso completamente na época, porque [ele] ainda estava passando por lutas em [seu] próprio estado emocional pessoal”, mas afirmou que ele tinha certeza de que trabalhar duro o levaria ao topo, afirmando que pensou: “Vou voltar, conheço a música que estou fazendo, o quanto trabalho duro, não é à toa”. Ele se viu escrevendo várias músicas todas as noites, “só por puro… eu não diria desgosto, mas apenas por pura ambição. Para provar que as pessoas estão erradas”
Em Setembro de 2010, durante uma entrevista com a Rap-Up, Kevin McCall revelou que ele estava trabalhando no álbum e deu os títulos de duas novas faixas, "Rest of My Life" e "Another You", que ele descreveu como country. No entanto as faixas não entraram no alinhamento final. Em 18 de Setembro de 2010, Brown recebeu o programa de rádio 102,3 The Beat, e anunciou que o álbum seria intitulado, F.A.M.E., que significava "Forgive All My Enemies" (Perdoar todos os meus inimigos), a sigla tatuada em seu braço. No entanto, em entrevista à rádio australiana, Brown revelou que ele havia mudado o significado da F.A.M.E. a "Fans Are My Everything" (Fãs são o meu tudo). Ele também disse que em um momento pensou em "Fuck All My Enemies" (F*dá-se todos os meus Inimigos).
No dia de Natal de 2010, Brown confirmou através de sua conta no Twitter, que estaria colaborando em uma faixa nova com Justin Bieber. Ele também escreveu sobre uma possível colaboração com Bruno Mars, acrescentando: "Eu e Bruno Mars estamos a fazer um incrível gravação em breve ... (como ELVIS E MICHAEL de 2011) vai ser um filme !!!!". Além disso, Brown também confirmou através de sua conta no Twitter, que estava no estúdio com Wiz Khalifa e Asher Roth.

## Lançamento e promoção
O álbum foi lançado em 18 de Março de 2011, principalmente em edições padrão e deluxe, que conta com quatro faixas adicionais. A capa do álbum, desenhada por Ron Inglês, foi lançado em 14 de Fevereiro de 2011. Possui uma potrait neon multi-colorido, de Brown numa pose séria, enquanto que duas imagens idênticas de si ostentando um boné de beisebol direções face oposta em cada ombro. O alinhamento oficial foi revelado em 22 de Fevereiro de 2011. No dia de Ano Novo de 2011, Brown twittou que estava planejando lançar o álbum como um disco duplo, pois havia muitas músicas para um disco e, portanto, planejado lançar um segundo disco intitulado Fortune. No entanto, os planos nunca aconteceram após o lançamento do alinhamento. Como parte da promoção do álbum, Brown cantou "Yeah 3x" e "No Bullshit" no programa Saturday Night Live em 12 de Fevereiro de 2011.

## Recepção e Critica
| Críticas profissionais | Críticas profissionais |
| Pontuações agregadas   | Pontuações agregadas   |
| Fonte                  | Avaliação              |
| ---------------------- | ---------------------- |
| Metacritic             | 52                     |
| AOTY                   | 47/100                 |
| Avaliações da crítica  |                        |
| Fonte                  | Avaliação              |
| Allmusic               | [ 17 ]                 |
| Rolling Stone          | 3 de 5 estrelas.       |
| USA Today              | 3 de 4 estrelas.       |

FAME recebeu críticas mistas de críticos musicais de acordo com o agregador de críticas Metacritic, que deu ao álbum uma pontuação média ponderada de 52 em 100 com base em 16 críticas, indicando "críticas mistas ou médias" Bred Wete da Entertainment Weekly deu ao álbum um B+ e elogiou-o em comparações com outros trabalhos de Brown, dizendo: " FAME brilha mais do que qualquer coisa que ele produziu antes daquele agora infame incidente.... Por seus próprios méritos, FAME merece ser ouvido." Tody Rosen da Rolling Stone deu ao álbum uma nota positiva de 3 de 5 estrelas, elogiou o apelo do álbum e disse que "FAME é um álbum pop 'n' b com algo para todos. 
Brown recebeu seis indicações no BET Awards 2011 e finalmente ganhou cinco prêmios, incluindo Melhor Artista Masculino de R&B, Viewers Choice Award, The Fandemonium Award, Melhor Colaboração e Vídeo do Ano por "Look at Me Now".  Ele também ganhou três prêmios no BET Hip Hop Awards de 2011, incluindo o People's Champ Award, o Reese's Perfect Combo Award e o Melhor Vídeo de Hip Hop por "Look at Me Now".  FAME foi indicado para Álbum Favorito de Soul/R&B no American Music Awards de 2011.  Em 27 de novembro de 2011, ganhou o Álbum do Ano no Soul Train Music Awards de 2011. O álbum e seu single, "Look at Me Now", renderam a Brown três indicações no 54º Grammy Awards, incluindo Melhor Álbum de R&B , Melhor Performance de Rap e Melhor Canção de Rap. FAME acabou vencendo na categoria Melhor Álbum de R&B. No NAACP Image Awards de 2012 , o álbum foi indicado na categoria Outstanding Album .  FAME foi indicado e mais tarde ganhou na categoria Top R&B Album do Billboard Music Awards de 2012.

## F.A.M.E. Tour
Em apoio do álbum, Brown iniciou a F.A.M.E. Tour na Austrália em 20 de Abril de 2011 em Adelaide, Austrália do Sul até 3 de Maio de 2011 em Perth, Austrália Ocidental. Cantora australiana Jessica Mauboy, DJ Havana Brown e grupo de dança Justice Crew, que servem como os atos de apoio em todas as datas da turnê australiana. 32 datas de shows na América do Norte foram posteriormente adicionadas à turnê, que começou em setembro de 2011.  Kelly Rowland , T-Pain , Bow Wow e Tyga serviram como bandas de abertura da etapa norte-americana.

## Singles
"Yeah 3x" foi lançado como o primeiro single do álbum em 25 de outubro de 2010, e recebeu críticas positivas dos críticos, para o seu clube de sentir e suas semelhanças com o seu single de 2008, "Forever". O single liderou da Nova Zelândia Singles Chart, e alcançou o top dez na Austrália, Irlanda e Reino Unido. Também apareceu no top quinze nos Estados Unidos e Canadá. Uma vídeo musical, dirigido por Colin Tilley, Brown apresenta em várias seqüências de dança em um bairro. Os críticos elogiaram o vídeo por ser "divertido", e mostrando o talento de Brown dançando. Foi comparada a "The Way You Make Me Feel" de Michael Jackson, e da irmã do mesmo, Janet Jackson "Alright".
"Look at Me Now" foi lançado como o segundo single do álbum em 1 de Fevereiro de 2011. A canção tem os rappers Lil Wayne e Busta Rhymes. Ele fez sua estreia no Billboard Hot 100 no número onze, sua maior desde a 2008 single "Forever" chegou ao número dois. Ele também alcançou o número seis na parada Hot100 e número um R&B/Hip-Hop Songs, o número um na parada de canções Rap.
"Beautiful People", com Benny Benassi, chegou ao número um no Hot Dance Club Songs, e se tornou o primeiro single número um no gráfico para ambos Brown e Benassi.
"She Ain't You" foi lançado como quarto single do álbum nos EUA. Alcançou a posição cinco na parada Hot R&B/Hip-Hop Songs dos EUA, número 17 na parada US Pop Songs e número 27 na parada Billboard Hot 100 dos EUA.
"Next 2 You", com participação de Justin Bieber, serviu como quarto single internacional do álbum. A maioria dos críticos musicais avaliaram positivamente a música, elogiando a mistura dos vocais de Brown e Bieber.  A canção alcançou o top vinte na Áustria, Nova Zelândia e Reino Unido,  e o top trinta na Austrália, Alemanha, Irlanda e Estados Unidos. 
"Wet the Bed", que conta com a participação do rapper americano Ludacris, foi enviada às rádios urbanas dos EUA em 13 de setembro de 2011, como o quinto single do álbum nos EUA.  Alcançou a posição seis na parada Hot R&B/Hip-Hop Songs dos EUA e a posição 77 na parada Billboard Hot 100 dos EUA

## Alinhamento de faixas
Confirmado pelo site oficial de Chris Brown.
| N.º | Título                                            | Compositor(es)                                     | Produtor(es)                 | Duração |  |
| 1.  | "Deuces" (com Tyga e Kevin MCcall)                | Christopher Brown, Michael Stevenson, Kevin McCall | Kevin McCall                 | 4:36    |  |
| 2.  | "Up 2 You"                                        |                                                    | The Underdogs                | 4:08    |  |
| 3.  | "No Bullshit"                                     | Brown                                              | Tha Bizness                  | 4:07    |  |
| 4.  | "Look at Me Now" (com Lil Wayne and Busta Rhymes) | Brown, Dwayne Carter                               | Diplo, Afrojack, Free School | 3:43    |  |
| 5.  | "She Ain't You"                                   | Brown                                              | Free School                  |         |  |
| 6.  | "Say It With Me"                                  | Brown                                              | Harmony                      |         |  |
| 7.  | "Yeah 3X"                                         | Brown, Justin Franks, McCall, Amber Streeter       | DJ Frank E                   | 4:01    |  |
| 8.  | "Next 2 You" (com Justin Bieber)                  | Brown                                              | The Messengers               |         |  |
| 9.  | "All Back"                                        |                                                    | Timothy Bloom                |         |  |
| 10. | "Boomb" (com Wiz Khalifa)                         | Brown, Kevin MCcall                                | Bigg D                       |         |  |
| 11. | "Oh My Love"                                      | Brown                                              | Harmony                      |         |  |
| 12. | "Should've Kissed You"                            |                                                    | Brian Kennedy, T-Wiz, Brown  |         |  |
| 13. | "Beautiful People" (com Benny Benassi)            | Brown                                              | Benny Benassi, Alle Benassi  |         |  |

| Faixas bônus da edição deluxe |                                                    |                |                 |         |  |
| N.º                           | Título                                             | Compositor(es) | Produtor(es)    | Duração |  |
| 14.                           | "Bomb" (com Wiz Khalifa)                           | Brown          | Free School     |         |  |
| 15.                           | "Love Them Girls" (com Game)                       | Brown          | Polow da Don    |         |  |
| 16.                           | "Paper, Scissors, Rock" (com Big Sean e Timbaland) |                | Timbaland, Jroc |         |  |
| 17.                           | "Beg For It"                                       |                | The Stereotypes |         |  |

| Faixas bônus do iTunes |                           |                                                                      |              |         |  |
| N.º                    | Título                    | Compositor(es)                                                       | Produtor(es) | Duração |  |
| 18.                    | "Champion" (com Chipmunk) | Harmony "H-Money" Samuels, Jahmaal Fyffe, Eric Bellinger, Erika Nuri | "H-Money"    | 3:58    |  |

## Charts e certificações
| Chart (2011)                    | Melhor Posição |
| ------------------------------- | -------------- |
| Australian Albums Chart         | 3              |
| Australian Urban Albums Chart   | 1              |
| Belgian Albums Chart (Flanders) | 33             |
| Belgian Albums Chart (Wallonia) | 51             |
| Canadian Albums Chart           | 6              |
| Danish Albums Chart             | 33             |
| Dutch Albums Chart              | 16             |
| French Albums Chart             | 44             |
| German Albums Chart             | 39             |
| Irish Albums Chart              | 8              |
| New Zealand Albums Chart        | 7              |
| Scottish Albums Chart           | 18             |
| Spanish Albums Chart            | 76             |
| Swiss Albums Chart              | 34             |
| UK Albums Chart                 | 10             |
| UK R&B Albums Chart             | 1              |
| Billboard 200                   | 1              |
| Top R&B/Hip-Hop Albums          | 1              |

| País           | Providor | Certificações |
| -------------- | -------- | ------------- |
| Austrália      | ARIA     | Ouro          |
| Estados Unidos | RIAA     | Ouro          |

## Histórico de lançamento
| Região         | Data                | Formato              | Edição         | Gravadora    |
| -------------- | ------------------- | -------------------- | -------------- | ------------ |
| Austrália      | 18 de Março de 2011 | CD, Download digital | Deluxe         | Sony Music   |
| Irlanda        | 18 de Março de 2011 | CD, Download digital | Deluxe         | Sony Music   |
| França         | 21 de Março de 2011 | CD, Download digital | Standard       | Sony Music   |
| Nova Zelândia  | 21 de Março de 2011 | CD, Download digital | Deluxe         | Sony Music   |
| Reino Unido    | 21 de Março de 2011 | CD, Download digital | Padrão, deluxe | RCA Records  |
| Estados Unidos | 22 de Março de 2011 | CD, Download digital | Padrão, deluxe | Jive Records |
| Canadá         | 22 de Março de 2011 | CD, Download digital | Padrão, deluxe | Sony Music   |
| Japão          | 30 de Março de 2011 | CD, Download digital | Padrão         | Sony Music   |

## Certificações
| Region | Certification | Certified units/Sales |
| --- | ------------- | --------------------- |
| Australia (ARIA) | Gold          | 35,000^               |
| Ireland (IRMA) | Gold          | 7,500^                |
| United Kingdom (BPI) | Platinum      | 300,000^              |
| United States (RIAA) | 2× Platinum   | 2,000,000             |
| *sales figures based on certification alone ^shipments figures based on certification alone sales+streaming figures based on certification alone |               |                       |